# Schriefersmühle
Die Schriefersmühle ist eine 1747 erbaute Windmühle im Mönchengladbacher Stadtteil Rheindahlen-Land. Sie ist seit dem 14. Oktober 1986 unter der Nummer Sch 009 in der Denkmalliste der Stadt Mönchengladbach eingetragen. Sie ist außerdem Namensgeberin für die Honschaft Schriefersmühle, in der sie sich befindet.

## Beschreibung
Die aus Feldbrandziegel erbaute Schriefersmühle ist ein Turmholländer (Innenkrüher) und eines der ältesten profanen Denkmäler des Mönchengladbacher Stadtgebiets. Sie befindet sich unter der Adresse Schriefersmühle 25 an der Bundesstraße 57 zwischen dem Mönchengladbacher Stadtteil Rheindahlen und dem Wegberger Ortsteil Rath-Anhoven.

## Geschichte
Die Mühle wurde 1747 erbaut und ist im Jahr 1806/07 als Neue Mühle in der Tranchotkarte verzeichnet. Mehrere Jahrhunderte lang brachten die Bauern aus dem Umland ihr Getreide zum Mahlen zur Schriefersmühle, bevor der Betrieb als Mühle in der Zeit um den Ersten Weltkrieg eingestellt wurde. Im Anschluss diente die Mühle als Lagerraum. Zuletzt war sie auf Bildern aus dem Jahr 1926 mit Flügeln zu sehen, spätestens in den 1930er Jahren entstand direkt an der Mühle eine Tankstelle, die in veränderter Form bis heute besteht. Im Zweiten Weltkrieg wurde die Schriefersmühle schwer beschädigt, in der Endphase des Krieges beim Vormarsch der Alliierten 1945 brannte sie vollständig aus. Reste der Inneneinrichtung aus Eichenholz wurden später zu Krippenfiguren für die Kirche St. Helena in Rheindahlen verarbeitet. 1978 erhielt die Mühle ein Notdach, am 14. Oktober 1986 wurde sie unter Denkmalschutz gestellt. Bis in die 2000er Jahre verschlechterte sich der Zustand des Bauwerks zunehmend, so dass sie Anfang der 2010er Jahre als einsturzgefährdet galt.

## Sanierung und heutige Nutzung
Ein im August 2011 gegründeter Förderverein hat sich das Ziel gesetzt, die Mühle instand zu setzen und vor dem Verfall zu bewahren. Der Verein erhielt die Schriefersmühle ab 2011 für zunächst 25 Jahre. Im März 2013 gab der Förderverein bekannt, bereits 40.000 Euro an Spendengeldern in die Instandsetzung investiert zu haben. Somit wurde die Sicherung des Gebäudes gewährleistet. Diese Arbeiten erfolgten in Abstimmung mit der Unteren Denkmalschutzbehörde, so dass die Originalität der Mühle erhalten bleibt. Verwendet wurden neben besonderem Fugenmaterial auch authentische Feldbrandziegel. Mehrere Ringanker rund um den Turm sorgen für Stabilität der vormals einsturzgefährdeten Mühle. Weiterhin wurde im März 2013 ein den Turm umgebender Mühlenberg von etwa 3 m abgetragen, um den Rest des historischen Mauerwerks freizulegen. Daneben wurden zwei Anbauten, die nicht zur historischen Bausubstanz gehörten, abgerissen. Als nächster Bauabschnitt soll ein Tor an der Mühlendurchfahrt eingesetzt werden sowie eine Innensanierung vollzogen werden.
Am 8. Mai 2015 wurde die größtenteils sanierte Mühle erstmals der Öffentlichkeit präsentiert. Bei der Sanierung erhielt das Gebäude u. a. einen Stromanschluss und neue Elektroinstallationen im Inneren. Mit der Präsentation begann ebenfalls die Suche nach einem Nutzungskonzept für das sanierte Denkmal. Die Mitglieder des Fördervereins entschieden sich für die Nutzung als kulturelle Begegnungsstätte. Bis September 2016 hatte der Verein bereits über 150.000 Euro in die Restaurierung der Mühle investiert. Im November 2016 beschloss die NRW-Stiftung, den Verein mit 120.000 Euro zu fördern. Die Mittel sollen eingesetzt werden, um das ursprüngliche Erscheinungsbild der Schriefersmühle durch eine neue Mühlenkappe wiederherzustellen. Außerdem soll die Mühle eine neue Heizungsanlage, eine neue Türe und Fenster erhalten. Eine Zwischendecke mit Glaseinsätzen soll die Nutzung der ersten Etage für eine Dauerausstellung ermöglichen, das Erdgeschoss ist für Veranstaltungen vorgesehen. Ein weiteres Ziel des Vereins war der Wiederaufbau des Mühlenkreuzes. Die Montage der neuen Mühlenkappe und des Mühlenkreuzes erfolgte am 5. November 2019. Von 2011 bis 2019 wurden rund 400.000 Euro in die Restaurierung der Mühle investiert.
2015 war die Schriefersmühle anlässlich des Deutschen Mühlentages zur Besichtigung geöffnet. Ein Vortrag des Fördervereins informierte über die Sanierung. Auch 2016 und 2017 öffnete die Mühle zum Deutschen Mühlentag, der stets am Pfingstmontag stattfindet. Weitere Gelegenheit zur Besichtigung besteht jeweils am Tag des offenen Denkmals.
Seit dem Abschluss der Grundsanierung 2015 werden in der Mühle regelmäßig Kulturveranstaltungen durchgeführt. 2016 wurde im Anschluss an den Mühlentag die erste Kunstausstellung im sanierten Bauwerk eröffnet. Am Pfingstwochenende 2017 wurden Bilder der Künstlerin Anneliese Casteel ausgestellt und es fanden Lesungen mit musikalischer Begleitung statt.

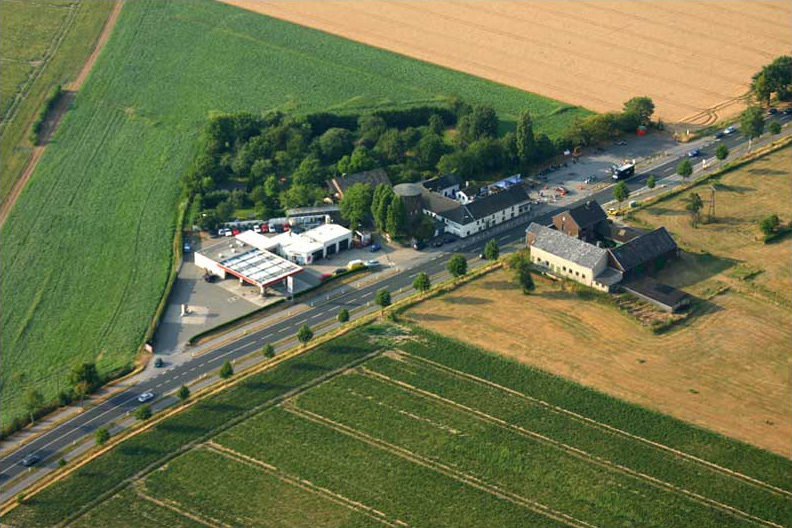
Luftbild der Honschaft mit der Mühle
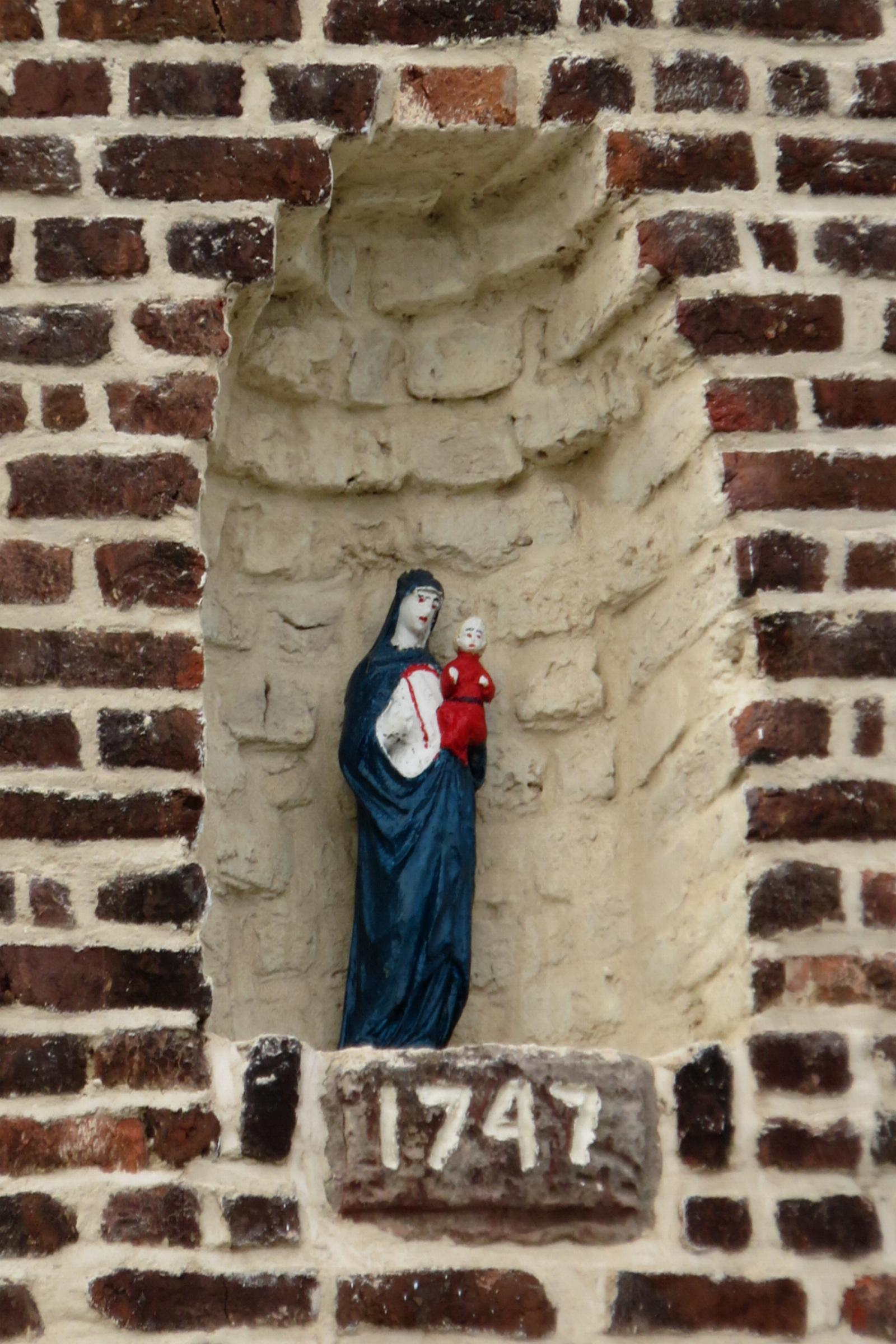
Detail des Marienbildnisses auf der südöstlichen Seite
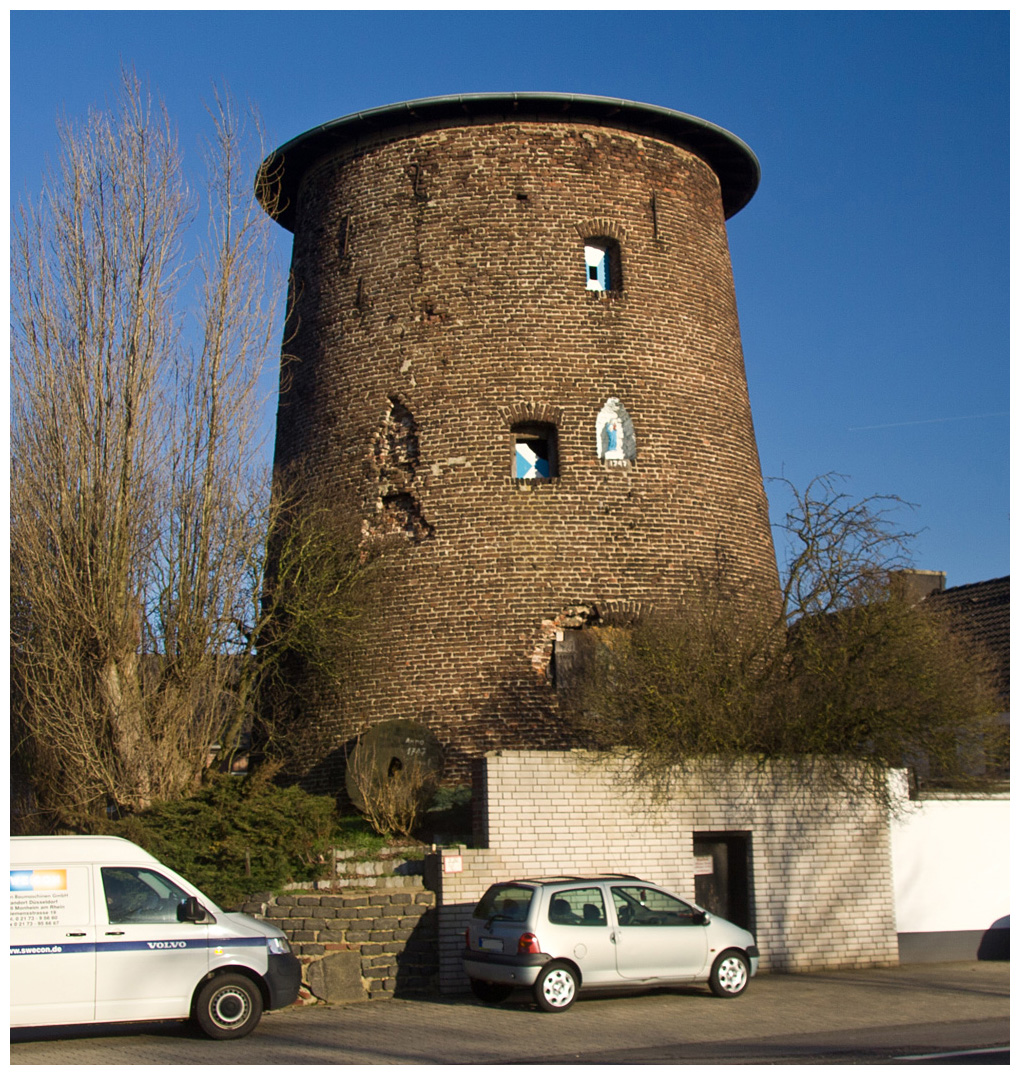
Vor der Sanierung des Außenmauerwerks 2011